# Igreja de Peregrinação de São João Nepomuceno
A Igreja de Peregrinação de São João Nepomuceno em Žďár nad Sázavou, perto da fronteira com a Boêmia e Morávia, é a obra-prima de Jan Santini Aichel, um grande arquiteto cujo trabalho mais importante é um amálgama curioso dos estilos barroco e gótico.
A construção foi iniciada em 1719, no local onde o santo recebeu sua educação inicial. Foi consagrada com a beatificação do mesmo em 1720, com a construção durando até 1727. Meio século depois, graças a um enorme incêndio, a forma do teto foi alterado.
A igreja, com a maior parte do mobiliário desenhado por Santini, é notável por suas características góticas e seu complexo simbolismo, absolutamente incomum para a época. Em 1994 foi declarada Patrimônio Mundial da UNESCO.